# Bondtorget

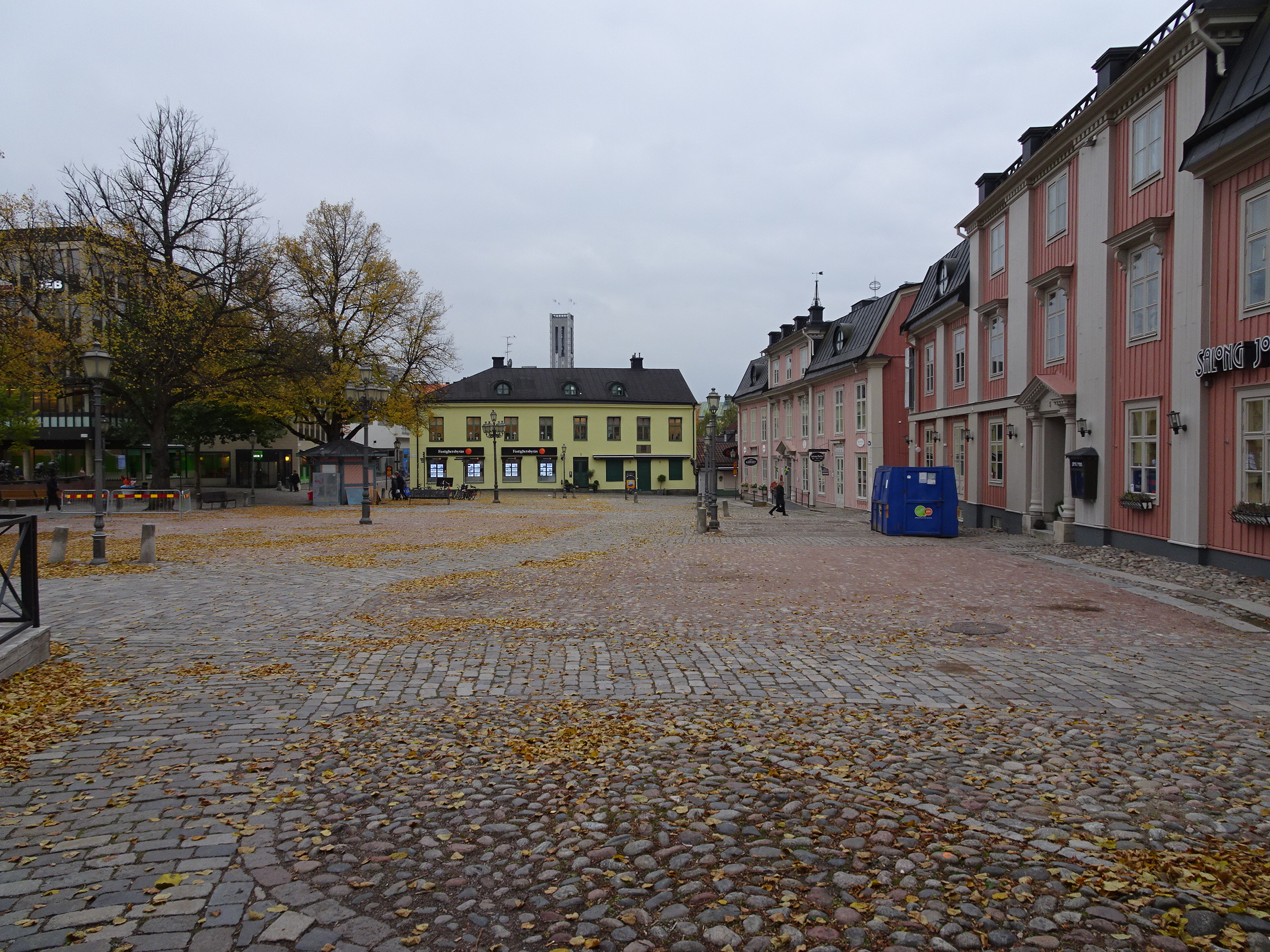
Bondtorget

Bondtorget är den västra delen av Stora torget i Västerås. Under kullerstenarna döljer sig en gammal kristen begravningsplats från 1000-talet eller äldre. Begravningsplatsen lades redan igen på 1200-talet och är överbyggd av hus. Det är fortfarande oklart varför den övergavs.
Men kullerstenarna döljer fler hemligheter.[källa behövs] Ett av de hus som kantar torget brann ner 1972 och därunder hittades resterna av en byggnad. I ett hålrum i väggen på den byggnaden hade någon stoppat undan en skatt, en silverskatt på 16,232 silvermynt vilka tillsammans vägde 18 kg vilken senare fick namnet Västeråsskatten. De yngsta mynten var daterade 1518 vilket tyder på att de gömts någon gång under befrielsekriget. De flesta av mynten var präglade i Västerås och oanvända. Mynten kom troligast ifrån Sala silvergruva, då det tidigare var bestämt att Salasilvret bara fick myntas i Västerås och Stockholm.